# Roy Raymond
Roy Raymond (Connecticut, 15 de abril de 1947 - Puente Golden Gate, San Francisco, California; 26 de agosto de 1993) fue un empresario estadounidense conocido por ser el fundador de Victoria's Secret una de las compañías más exitosas de comercialización de lencería y otros productos de belleza femenina.

## Biografía
Raymond fue un estudiante de la Universidad Tufts (una de las principales universidades privadas de investigación de Estados Unidos) y de la Escuela de Postgrado de Negocios Stanford. Posteriormente comenzó su carrera laboral en la compañía Vicks en el departamento de marketing. A su vez, se casó con una joven bohemia llamada Gaye.

## Carrera
La idea de crear Victoria's Secret le surgió cuando un día de compras con su mujer por San Francisco se sintió enormemente avergonzado al entrar en una tienda de lencería femenina, por lo que decidió abrir su propia tienda para que los hombres se sintieran cómodos al ir a comprar lencería con sus respectivas parejas. 
El primer establecimiento se inauguró el 12 de junio de 1977 en el centro comercial de San Francisco, bajo el nombre de Victoria's Secret y contaba con paredes de madera, detalles victorianos, dependientas discretas y amables y con prendas colgadas en cuadros en la pared para que los hombres pudieran elegirlas sin tener que buscarlas en los percheros. Para abrirlo, tuvo que pedir un crédito bancario de $40,000 y a su familia otros $40,000. Estas cantidades de dinero suponían una deuda pesada en aquel tiempo, de la que se pudo deshacer gracias a que en un solo año consiguió obtener $500,000 de ganancia. Tras este acontecimiento, incorporó a la compañía un catálogo de venta por correo que mostraba las colecciones de las líneas y decidió abrir tres tiendas más.
Cinco años más tarde, cuando contaba ya con seis tiendas en total y con alrededor de $6 millones de dólares de ganancia anuales, la compañía The Limited Inc se puso en contacto con su fundador y trató de formar parte de la compañía. El propósito era que trabajaran ambos fundadores juntos y tras varias reuniones para llegar a algún acuerdo, Roy Raymond se dio cuenta de que no podría compartir las decisiones con Les Wexner y finalmente decidió retirarse completamente de la compañía y vendérsela a The Limited Inc (Limited Brands, su compañía sucesora) por $4 millones de dólares. 
En apenas 10 años la marca se convirtió en una de las más valoradas de Estados Unidos y decidió ampliar sus productos incluyendo zapatos, perfumes y demás complementos. Con ello, la marca ha conseguido estar valorada hoy en día en $4,76 mil millones de dólares. 
Roy Raymond decidió seguir probando fortuna ya que en su antiguo negocio cometió el gran error de venderlo por una cantidad demasiado pequeña. Por ello, fundó una empresa llamada My Child's Destiny en la que se vendían productos para niños pequeños pero en poco tiempo entró en bancarrota. Continuó intentando crear fortuna invirtiendo nuevamente en otro negocio más de $650,000 de su propio dinero y nunca lo llevó a cabo. Esto supuso que no podía hacer frente a sus propias deudas y finalmente la familia perdió dos casas y sus coches.
Roy Raymond estaba angustiado, pero no perdía la esperanza de recuperar su éxito inicial y se puso en marcha a abrir una librería para niños, la cual también acabó en bancarrota.
Al poco tiempo, en 1993 se divorció de su mujer y probó otro negocio de reparaciones a domicilio de hardwares y lo tuvo que cerrar en menos de un año. Comenzó a trabajar en una empresa que fabricaba pelucas para mujeres que habían perdido el cabello debido al tratamiento para combatir el cáncer.

## Vida personal
A pesar de que a lo largo de su vida había sido un excelente hombre de negocios con una mente brillante y creativa, la mala suerte siempre lo acompañó atribuyéndole numerosos contratiempos que le provocaron fracasar en todos sus negocios. Siempre había sido fuerte y valiente, pues nunca se rendía y siempre tenía otra idea en mente que le permitía comenzar un nuevo negocio, finalmente la depresión se apoderó de él, puesto que nuevamente le tuvo que pedir dinero prestado a su madre para empezar otro negocio.
Esto provocó que decidiera suicidarse, por lo que se tiró del Puente Golden Gate a la edad de 46. Su cuerpo fue encontrado y retirado de la bahía del río una semana después.